# Orologio a pendolo a torsione

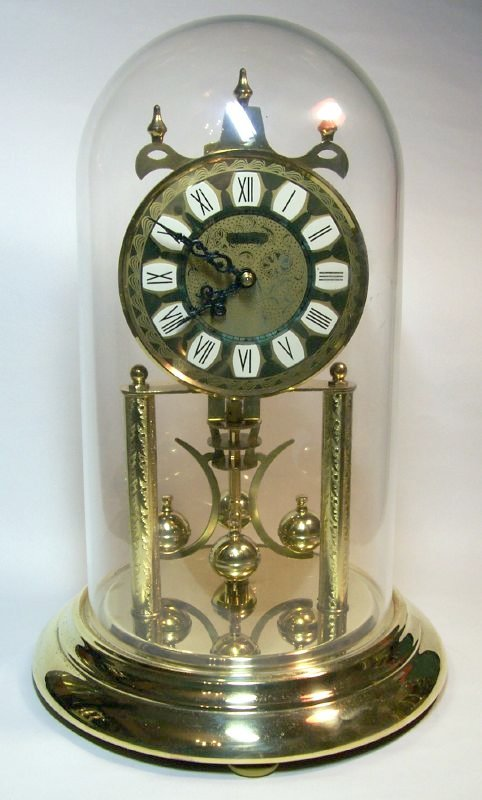
Un esemplare di orologio a pendolo a torsione.

Un orologio a pendolo a torsione è un orologio meccanico che basa il suo funzionamento su un meccanismo chiamato pendolo a torsione o "di torsione". Comunemente noto anche come pendolo anniversario o pendolo 400 giorni, esso deve tali nomi al fatto di riuscire spesso a funzionare per un anno intero con una sola carica; ciò non significa tuttavia che essi mantengano l'ora precisa per tutto questo arco di tempo, quindi è comunque consigliato di caricare l'orologio con una maggiore frequenza.

## Funzionamento e meccanismo
Contrariamente a quanto avviene in un comune orologio a pendolo da parete, nell'orologio a pendolo a torsione, il pendolo è costituito da un corpo rigido, spesso realizzato a forma di ruota decorativa con 3 o 4 sfere cromate poste all'estremità di raggi decorati, sospeso a un sottile filo o nastro che funge da molla a barra di torsione. Ruotando attorno all'asse verticale del filo e torcendolo, il corpo rigido produce un momento torcente che tende a farlo ruotare nel verso opposto al moto. Il pendolo a torsione oscilla quindi alternativamente in senso orario e antiorario e in seguito a ciò, ad ogni rotazione, gli ingranaggi dell'orologio applicano un impulso di coppia alla parte superiore della molla a torsione atto a mantenere il corpo rigido in movimento.
Poiché il pendolo di un orologio a pendolo a torsione ruota più lentamente e richiede quindi meno energia rispetto a quello degli ordinari orologi a pendolo, questo tipo di orologi è in grado di funzionare, a parità di avvolgimenti di carica, molto di più di questi ultimi, pur risultando talvolta un po' meno precisi. Ciò, assieme alla loro relativa difficoltà di configurazione, è dovuto a diversi fattori, primo fra tutti il fatto che il periodo di oscillazione del pendolo a torsione è piuttosto sensibile alla temperatura a causa della dipendenza da quest'ultima dell'elasticità della molla a barra di torsione, cosa che negli ultimi anni è stata parzialmente mitigata grazie all'utilizzo di materiali innovativi in fase di costruzione. Per questo, e per la loro intrinseca delicatezza, tali orologi sono solitamente corredati da una cupola di vetro atta a proteggerli dalle correnti d'aria e sono utilizzati come orologi da mensola, necessitando della stabilità offerta da tale superficie orizzontale.

La rotazione del corpo rigido può essere resa più o meno veloce grazie a un meccanismo a vite che permette di regolare la distanza delle sopraccitate sfere cromate dall'asse di rotazione. Più le sfere sono vicine all'asse, minore è il momento di inerzia del pendolo a torsione e più velocemente gira il corpo rigido, allo stesso modo in cui un pattinatore sul ghiaccio gira più velocemente su se stesso avvicinandosi le braccia al corpo.
Un'oscillazione del pendolo a torsione richiede solitamente 12, 15 o 20 secondi. Il sistema  di scappamento, atto a trasformare il movimento rotatorio degli ingranaggi dell'orologio in impulsi che azionano il pendolo a torsione, funziona praticamente con un meccanismo ad àncora. Un dispositivo a gruccia, chiamato àncora,  posto alla sommità della molla a torsione e all'estremità dei cui due bracci sono poste due palette mobili, ingrana alternativamente, tramite queste ultime, i denti della ruota di scappamento. Quando l'àncora rilascia un dente della ruota di scappamento, un bilanciere, detto anche "asta dell'àncora", che è fissato all'ancora, si sposta di lato e, tramite la forchetta, impartisce alla sommità della molla una piccola torsione sufficiente a mantenere l'oscillazione in corso che, a regime, si attesta sui 270°.
Nel 1927, l'ingegnere svizzero Jean-Léon Reutter mise a punto un orologio a pendolo a torsione auto-ricaricante, il primo degli orologi oggi noti come "Atmos" e prodotti dalla svizzera Jaeger-LeCoultre. In tali orologi, la torsione della molla a barra di torsione viene mantenuta utilizzando un meccanismo a soffietto azionato da piccoli cambiamenti della pressione atmosferica e/o della temperatura locale. Pertanto, gli orologi Atmos possono funzionare per anni senza necessità di ricarica e senza alcun intervento umano.

## Storia
L'orologio a pendolo a torsione fu inventato e brevettato per la prima volta dall'orologiaio statunitense Aaron Crane nel 1841. L'uomo pubblicizzò la propria invenzione come "orologio 12 mesi" e "orologio 376 giorni" e arrivò anche ad applicare il pendolo a torsione nella realizzazione di orologi astronomici di precisione.
Nel 1882, del tutto indipendentemente da Crane, anche il tedesco Anton Harder inventò e brevettò un orologio a pendolo a torsione, ispirato, a suo dire, dall'aver osservato un lampadario sospeso ruotare dopo che un servitore lo aveva girato per accenderne le candele. L'uomo aprì la ditta Jahresuhrenfabrik per commercializzare la propria invenzione, la quale però si rivelò piuttosto imprecisa, benché efficientissima, tanto da convincere l'uomo a cedere il proprio brevetto a F. A. L. de Gruyter, di Amsterdam, il quale lo lasciò scadere nel 1887. Da quell'anno, quindi, altre aziende entrarono nel mercato di questi orologi, dando inizio alla loro produzione di massa, quantomeno in Germania, e al loro successo commerciale.
Nel tempo, con l'introduzione di nuovi materiali, qual è ad esempio il Nivarox, una lega di nichel utilizzata nelle molle a barra di torsione sviluppata negli anni 1930, e di nuove tecnologie, come una particolare molla a torsione in grado di compensare gli effetti della temperatura inventata da Charles Terwilliger, della Horolovar Co., nel 1951, gli orologi a pendolo a torsione hanno raggiunto un grado di precisione sempre più elevato.